# جئوبیس
جئوبیس یک پایگاه اطلاعاتی چند رشته‌ای است که اطلاعات کتابشناختی را نمایه می‌کند و خلاصه ای را برای علوم جغرافیایی، زمین و محیط زیست منتشر می‌سازد. این پایگاه که در فضای مهندسی اطلاعات، یک شرکت تابعه الزویر، عمل می‌کند، پوشش جامعی از موضوعات شامل علوم زمین، اکولوژی، زمین‌شناسی، جغرافیای انسانی، جغرافیای فیزیکی، جغرافیای اجتماعی و اقیانوس‌شناسی را در بر می‌گیرد. همچنین مطالعات توسعه نیز در این پایگاه داده موجود است.